# Temnitztal
Temnitztal è un comune di 1 507 abitanti del Brandeburgo, in Germania.

Appartiene al circondario dell'Ostprignitz-Ruppin ed è parte della comunità amministrativa della Temnitz.

## Storia
Il comune di Temnitztal venne formato il 30 dicembre 1997 dall'unione dei 5 comuni di Kerzlin, Küdow-Lüchfeld, Rohrlack, Vichel e Wildberg, che ne divennero frazioni. Successivamente venne annesso anche il comune di Garz.

## Geografia antropica

### Suddivisioni amministrative
Il territorio comunale comprende 6 centri abitati (Ortsteil):
- Garz
- Kerzlin
- Küdow-Lüchfeld
- Rohrlack
- Vichel
- Wildberg